# ル・トーア東亜美容専門学校
ル・トーア東亜美容専門学校（ル・トーアとうあびようせんもんがっこう）は、学校法人藤井学園が運営する大阪市天王寺区にある専修学校。
コース選択なしで、学生全員が男女の区別なくヘア・メイク・ネイル・エステ・着付け・アイラッシュエクステンション・色彩・アロマ・デッサンなど美に関する全てを学ぶカリキュラムとなっている。

## 沿革
- 1946年 - 藤井静夫・千代夫妻により『東亜美容講習所』が設立される。
- 1948年 -「東亜美容学校」と改称。
- 1951年 -「東亜高等美容学校」と改称。
- 1969年 - 校費留学生の派遣を開始。
- 1973年 - 学校直営サロン『エレガントハウス・フジイ』をOPEN。いち早く、現役美容師による実践的な授業を展開する。
- 1975年 - ヨーロッパ美容研修旅行を開始。
- 1986年 - 現在の美容学校2年制に先駆け、2年制一貫教育課程『Le TOA PROSコース』をスタートさせる。
- 1986年 - 「ル・トーア東亜美容専門学校」に改称。
- 1990年 - 世界的な美容組織ＣＡＴ（セー・アー・テー）の美容・理容世界大会を日本に誘致。国際大会としては初めてヨーロッパ以外の国で開催される。
- 1990年 - 藤井妙子校長が、学校直営サロン『SALON DE COIFFURE TAEKO FUJII』をパリ・オペラ通りにOPENさせる。
- 1998年 - ル･トーアが提唱した『2年制一貫教育』が業界標準となる。
- 1999年 - 先進的な設備を備えた『ANNEXE』が竣工。
- 2002年 - CMC世界大会を日本に誘致。HCF日本会長に藤井妙子学校長、CAT日本会長に藤井静児理事長が就任。
- 2006年 - 創立60周年を迎え、新校舎『Neo』が竣工。
- 2013年 -HCF日本会長に藤井静児理事長が就任。パリ・カルーセル・ド・ルーヴルにおいてHCF日本チームが招待ステージを務める。
- 2016年 - 創立70周年を迎える。

## 出身者
- YU-KI（TRF）

## 所在地
- 〒543-0027 大阪市天王寺区筆ヶ崎町2-85

最寄り駅は、近鉄・JR・OSAKA Metro鶴橋駅